# Kirche der Überführung der Reliquien des Hl. Sava (Drvengrad)

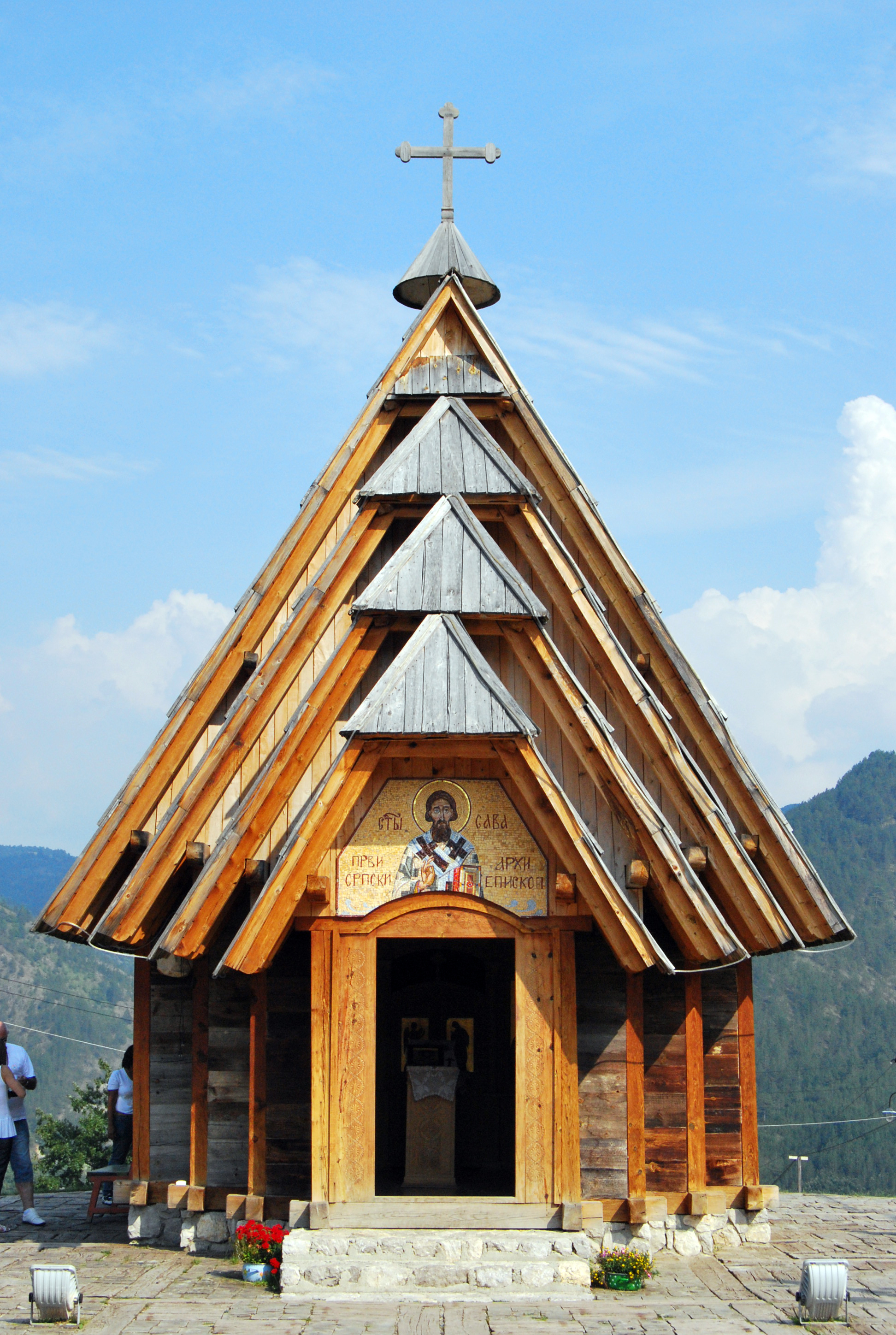
Die Kirche der Überführung der Reliquien des Hl. Sava in Drvengrad

Die Kirche der Überführung der Reliquien des Hl. Sava (serbisch: Црква преноса моштију светог Саве, Crkva prenosa moštiju svetog Save) ist eine serbisch-orthodoxe Kirche in Drvengrad in der Opština Užice in Westserbien.
Sie wurde von 2003 bis 2004 erbaut. Die Holzkirche ist dem Feiertag geweiht, als die Reliquien des serbischen Nationalheiligen, des ersten Erzbischof und des Erleuchters des serbischen Volkes, Sava von Serbien aus dem bulgarischen Weliko Tarnowo ins Kloster Mileševa im südwestserbischen Gebirgsland etwa 5 km östlich von Prijepolje überführt wurden.
Das Kirchengebäude gehört zum Dekanat Užice der Eparchie Žiča der Serbisch-orthodoxen Kirche.

## Lage

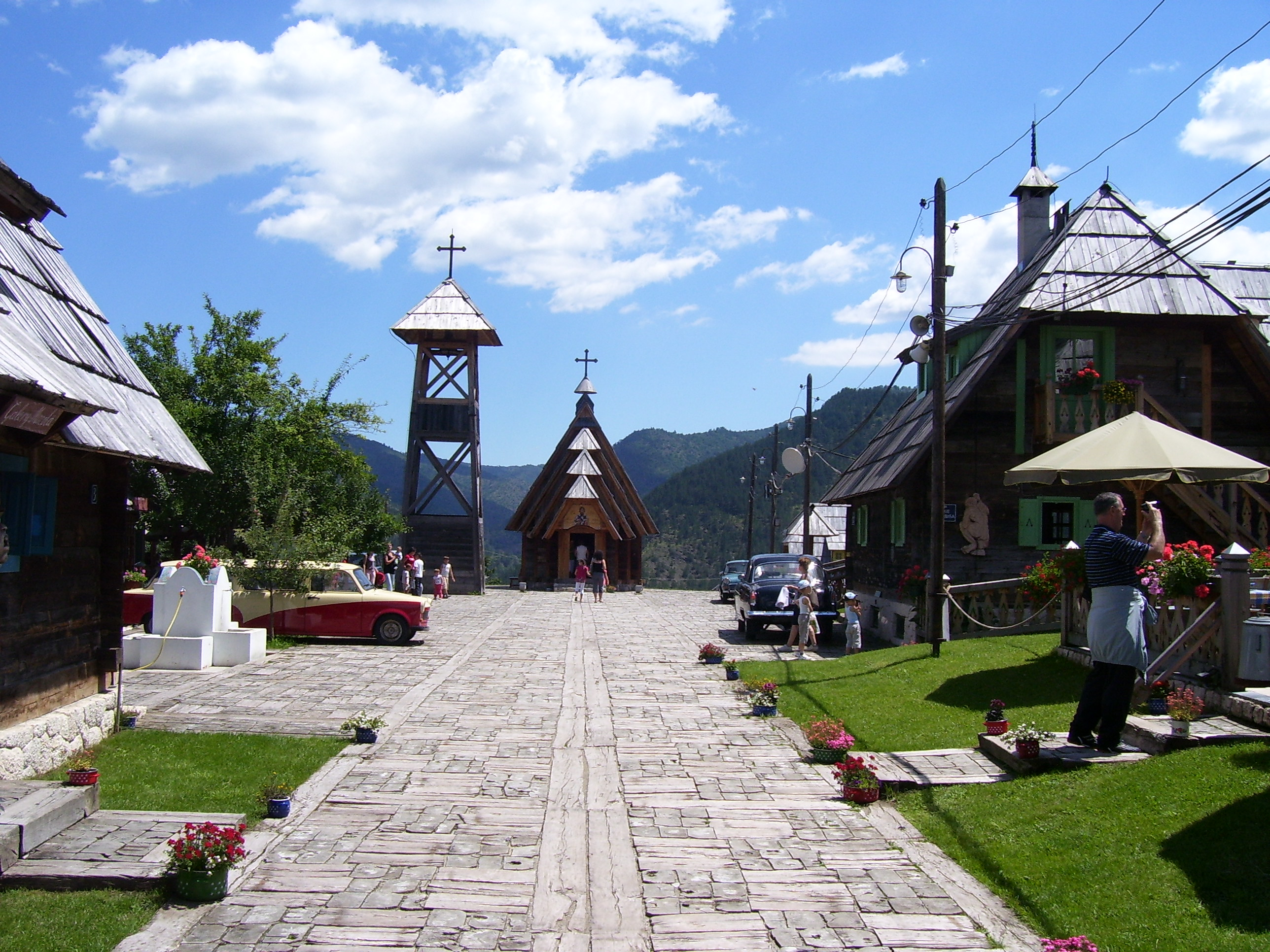
Die Hauptstraße von Drvengrad mit der Kirche

Die Kirche steht im Zentrum der Touristenattraktion Drvengrad auf dem Gipfel des Hügels Mećavnik am Ende der Hauptstraße des Ortes, der Ulica Ive Andrića, benannt nach dem bekannten jugoslawischen Schriftsteller und Literaturnobelpreisträger Ivo Andrić. Das Dorf befindet sich südwestlich der Gemeindehauptstadt Užice.
Das vom bekannten Filmregisseur Emir Kusturica geplante freilichtmuseumsartige Dorf, liegt etwa einen Kilometer westlich vom Dorf Mokra Gora im Zlatibor-Gebirge im westlichsten Zentralserbien, nahe der Grenze zu Bosnien und Herzegowina.

## Geschichte
Mit dem Bau der Holzkirche wurde mit dem Segen des Bischofs der Eparchie Žiča Hrizostom (Stolić) nach einem Plan des Architekten Miloš Milovanović im Jahre 2003 begonnen. Ktitoren der Kirche sind Emir Kusturica und seine Ehefrau Maja Mandić Kusturica. Sie ist architektonisch alten russischen Holzkirchen nachempfunden.
Im Januar 2004 war der Kirchenbau fertiggestellt und die Kirche wurde am 24. Januar vom Bischof Hrizostom (Stolić) eingeweiht, am gleichen Tag fand in ihr auch die erste göttliche Liturgie statt. Am 26. Januar 2016 fand in der Kirche mit der Anwesenheit der Moderatorin und Schauspielerin Snežana Ivanović und des Produzenten Stefan Sokić die erste Hochzeit in der Kirche statt.

## Architektur
Das Kirchengebäude und der direkt nördlich von der Kirche stehende Glockenturm sind vollständig aus Holz erbaut und stehen auf steinernen Fundamenten. Die Wände bestehen aus Kiefernbrettern und sind mit Schindeldächern bedeckt. Die Kiefern stammen aus der Umgebung.
Die reich verzierte Tür an der Westfassade über der sich ein Patronatsmosaik des Hl. Sava befindet, ist ein Geschenk der Stadt Višegrad in Ostbosnien. Sie wurde im Holzschnitzerei-Atelier von Rajko Đinković aufgeführt. Die große Kirchenglocke ist ein Geschenk von Novak Todorović aus Sarajevo.
Der Altarraum wurde nach einem Konzept von Vesna Golubović entworfen. Sie besitzt typisch für Orthodoxe Kirchenbauten eine (hölzerne) Ikonostase mitsamt Ikonen.
Die Ikonostase wurde aus Lindenholz geschaffen. Das Lindenholz stammt direkt vor der ältesten Kirche der Mokra Gora-Region im Dorf Kršanje, der Christi-Himmelfahrts-Kirche aus dem 14. Jahrhundert. Die Ikonostase wurde von den Meistern des Holzschnitzstudios Petrović aus Belgrad im traditionellen serbisch-byzantinischen Stil angefertigt, und die Verzierung der Ikonostase ist im Stil der Morava-Schule entworfen.
Die Ikonen wurden von Vesna Golubović, einer Malerin aus der bosnischen Stadt Banja Luka, die bei Professor Stojan Ćelić an der Belgrader Fakultät für bildende Künste diplomierte und ihr Magister abgeschlossen hat, gemalt. In der Werkstatt von Dmitry Andreyev in New York erlernte sie auch die russische Technik der Ikonenmalerei. Die liturgischen Bücher und Gegenstände für den Gottesdienst wurden in der russischen Hauptstadt Moskau erworben.

## Galerie

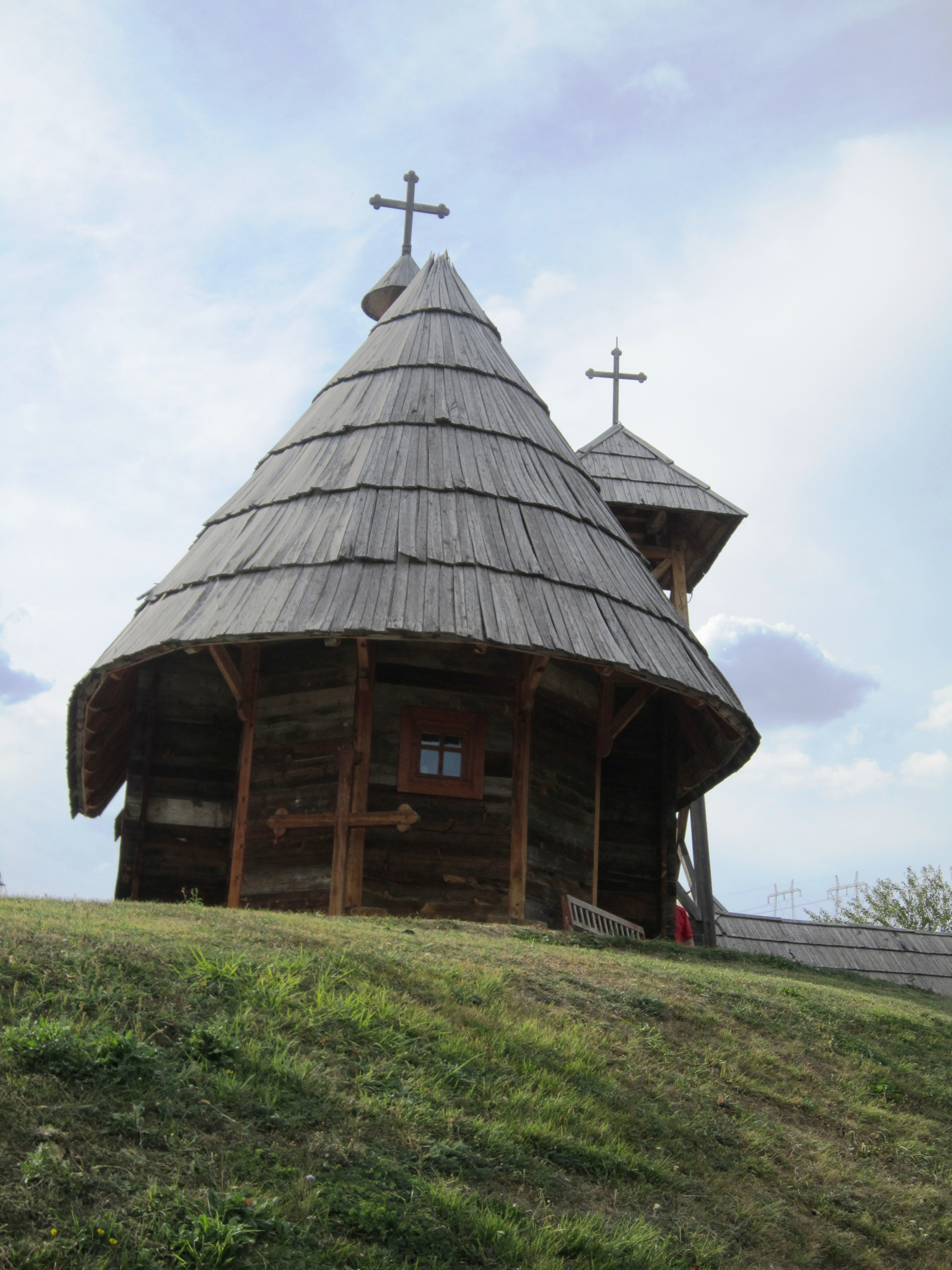
Blick auf den Altarraum der Kirche (Ostseite)
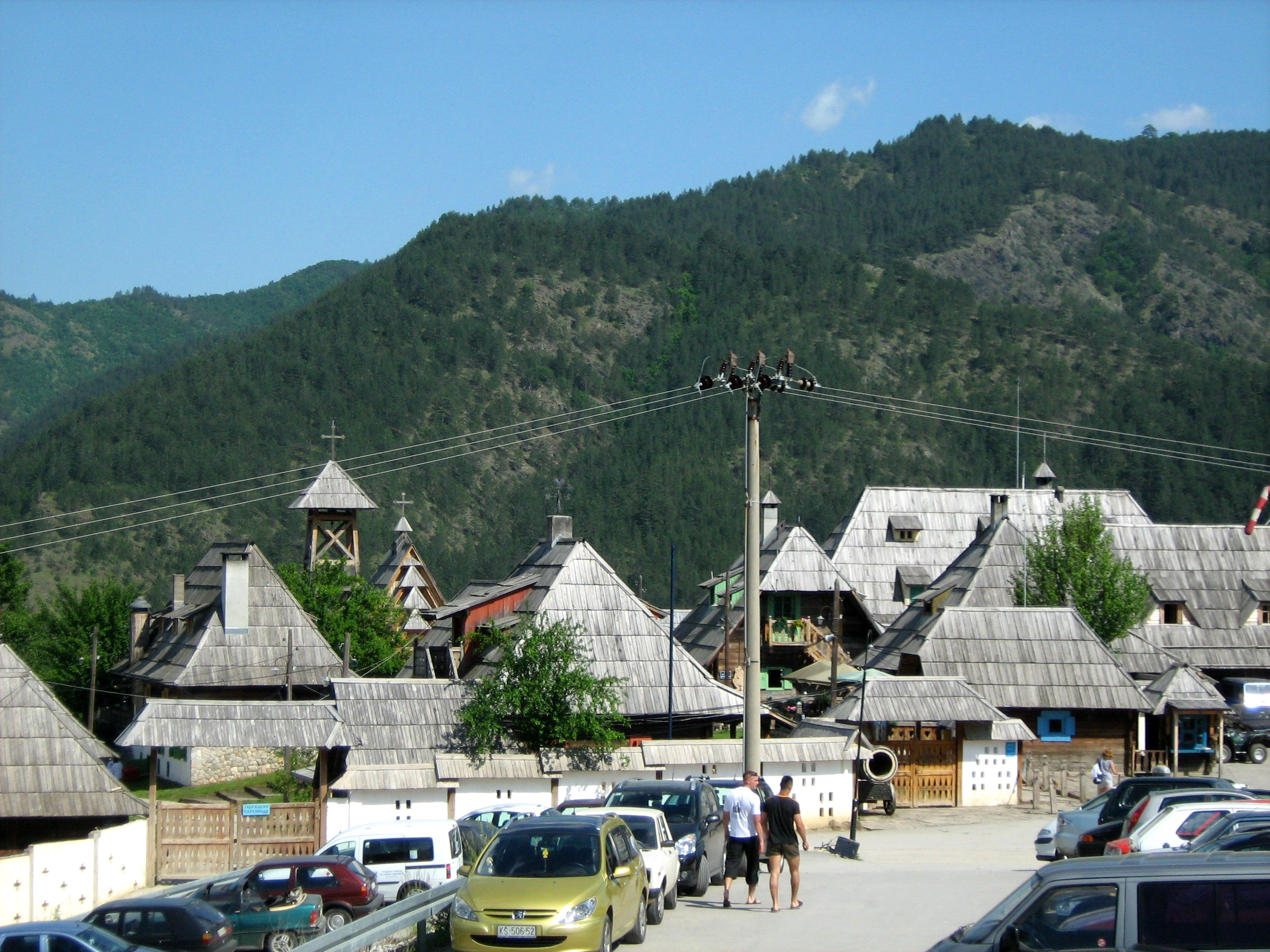
Panoramaansicht von Drvengrad mit der Kirche
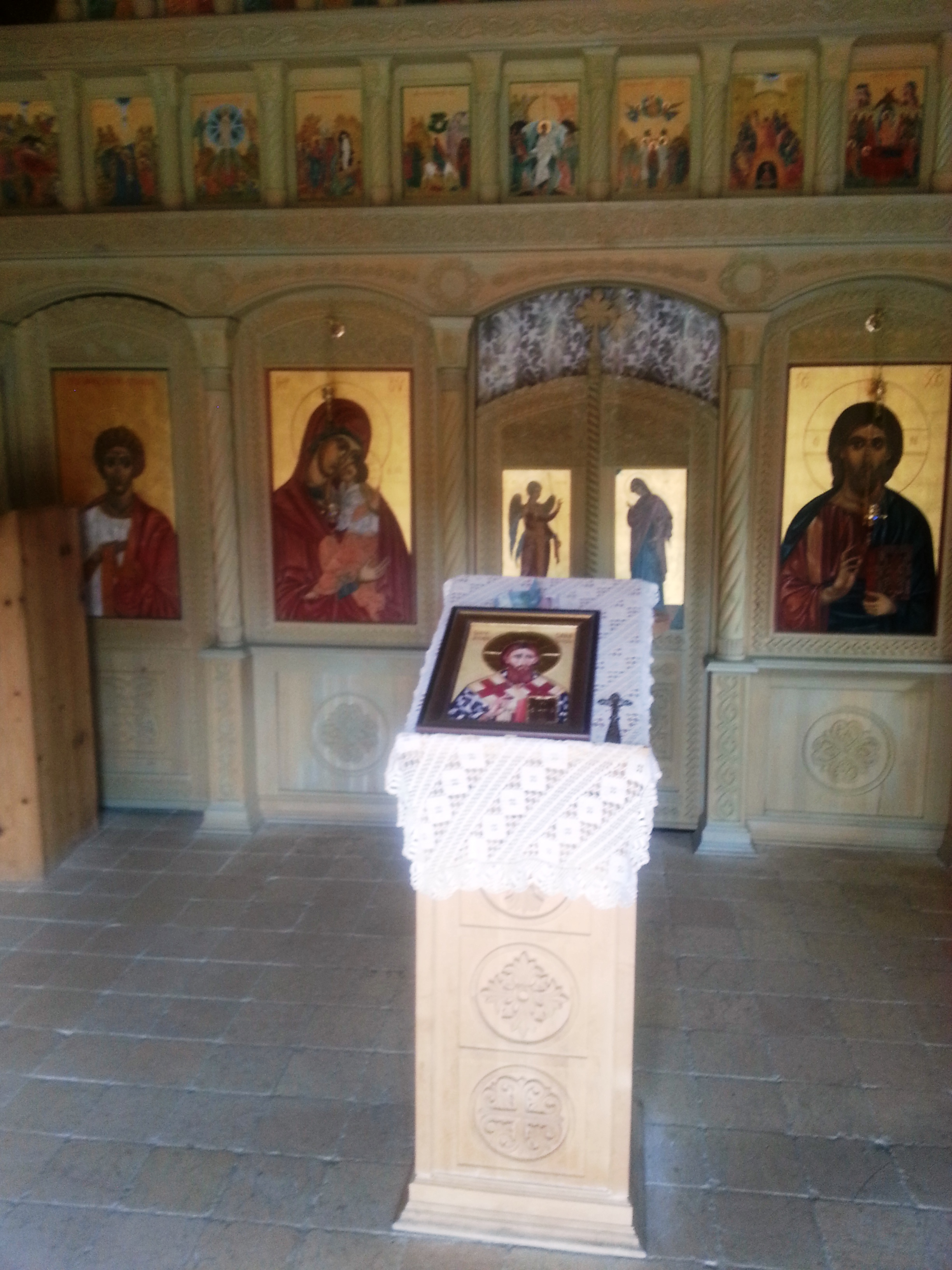
Blick auf die Ikonostase
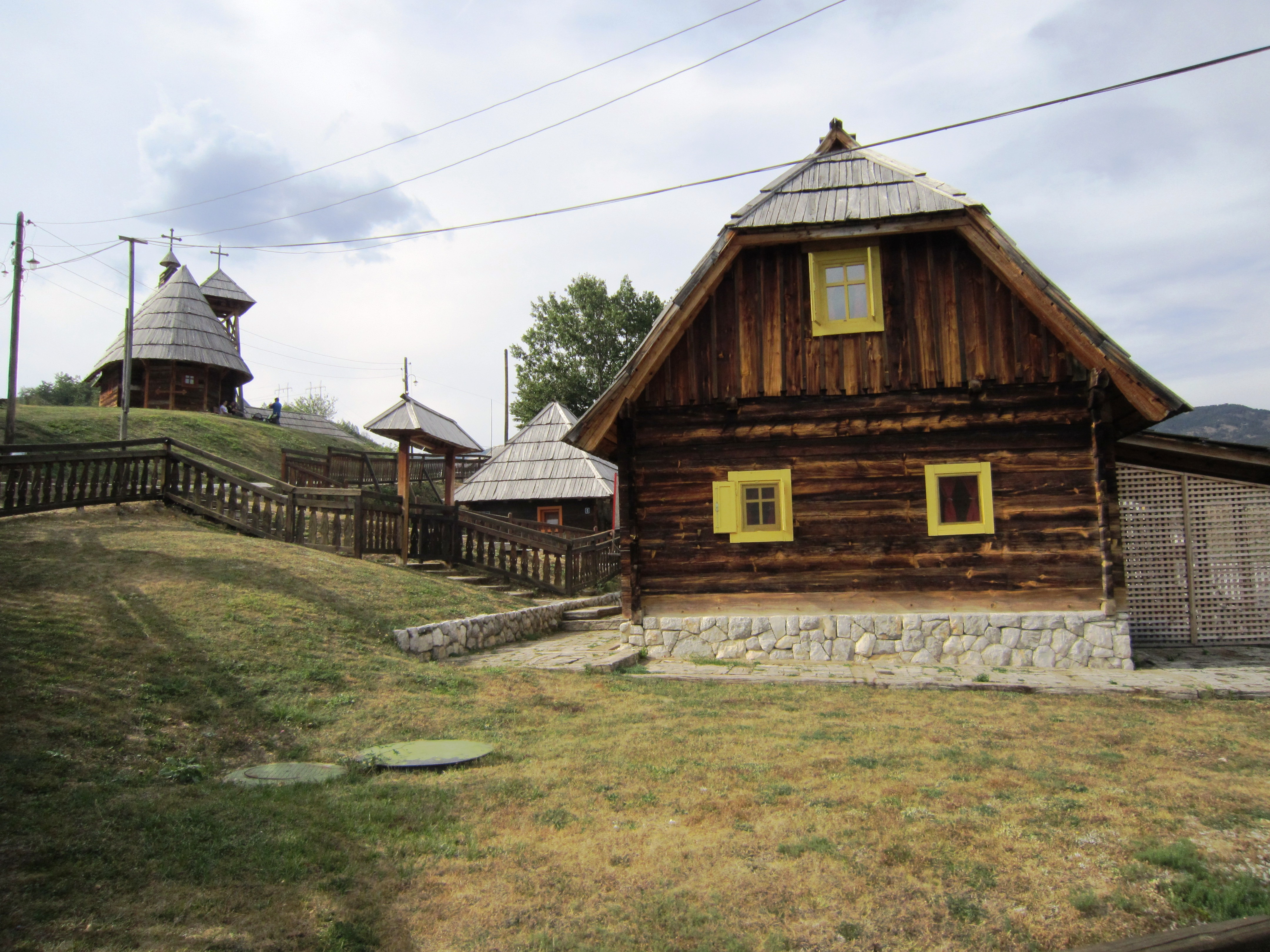
Holzhaus mit Kirche im Hintergrund
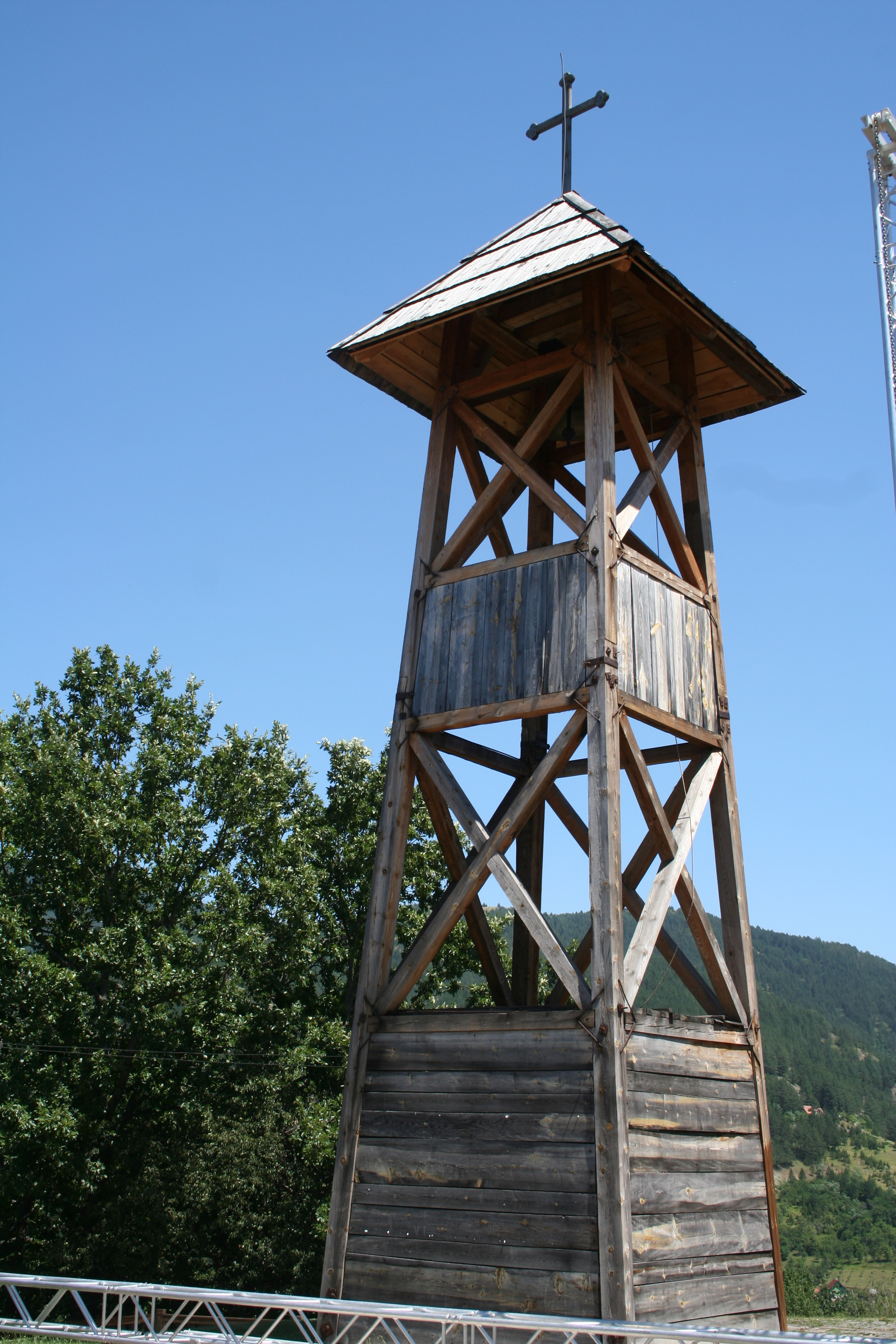
Nahansicht des Glockenturms

## Belege
- Artikel über die Kirche auf der Seite www.360vr.rs, (serbisch)
- Artikel über die Kirche auf der Seite Mećavnik-Drvengrad, (serbisch)
- Artikel über die Kirche auf der Seite putevimapravoslavlja.info, (serbisch)
- Information über das Dekanat Užice, (serbisch)
- Artikel über die erste Hochzeit in der Kirche, (serbisch)